# Wildermuthweg (Hannover)

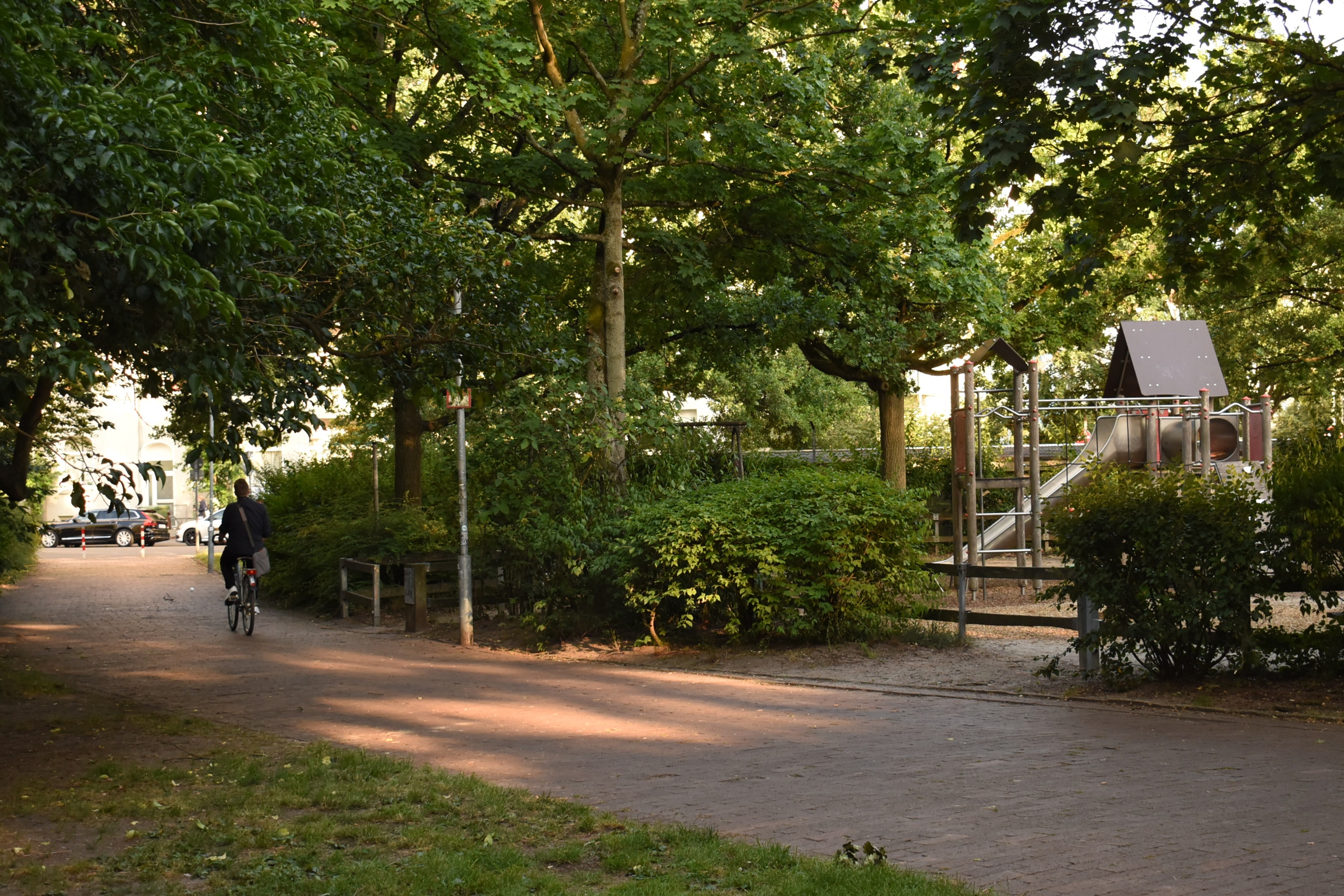
Der Wildermuthweg mit Zugang zum Kinderspielplatz

Der Wildermuthweg in der Südstadt von Hannover wurde im 19. Jahrhundert als Emilienstraße angelegt und führt von der Hildesheimer Straße zur Bandelstraße. Zwischen den Neubauten des Anfang der 1950er Jahre als vorbildliche Großstadtbebauung errichteten Constructa-Blocks wurde der Verkehrsweg zum autofreien Fuß- und Spazierweg umgestaltet, der städtebaulich einen Teil einer Grünverbindung aus der Südstadt zum Maschsee bildet.

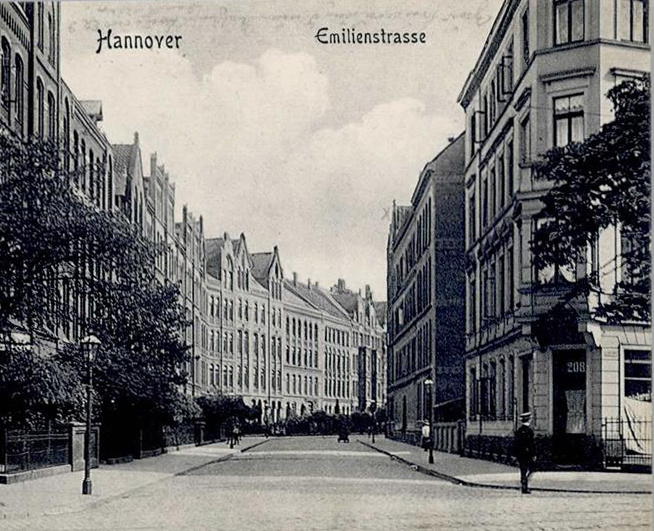
Gründerzeit-Bebauung der Emilienstraße um 1900; Ausschnitt der Ansichtskarte Nr. 1193 von F. Astolz jun.

## Emilienstraße
Die Emilienstraße wurde im Jahr 1885 angelegt und erhielt ihren Namen „auf Antrag des Architekten Klug nach dessen Tochter Emilie“ (geboren am 9. März 1866 in Hannover, gestorben nach 1943), die wenig später am 28. April 1888 den Architekten Hermann Schaedtler heiratete.

Blätter für Architektur und Kunsthandwerk: Emilienstraße 10 von Karl Ross, 1898; Foto von Georg Alpers

Die Straße war geprägt durch repräsentative Wohngebäude der Gründerzeit, wie etwa die Blätter für Architektur und Kunsthandwerk noch vor der Wende zum 20. Jahrhundert beispielhaft an dem 1898 nach Plänen des Architekten Karl Ross errichteten Gebäudes Emilienstraße 10 illustrierten.
Die Emilienstraße war zeitweilig Wohnsitz verschiedener Persönlichkeiten und bekannter Künstler: So wohnte der Maler Carl Wiederhold ab 1901 mindestens eineinhalb Jahrzehnte gemeinsam mit seinem Freund, dem Kunst- und Kirchenmaler Friedrich Koch, unter der Adresse „Emilienstraße 2 II“. Der Kunst- und Kirchenmaler sowie Restaurator Martin Gotta der Ältere hatte mit seiner Familie seinen Sitz ab 1913 langjährig im Haus Emilienstraße 4.
Zur Zeit der Weimarer Republik war der Bildhauer Peter Schumacher laut dem Adressbuch von 1927/28 Eigentümer des Gebäudes Emilienstraße 10; einer seiner dortigen Mieter war die Helwingsche Verlagsbuchhandlung.
Durch die Luftangriffe auf Hannover während des Zweiten Weltkrieges wurde die Emilienstraße und ihre Umgebung nahezu vollständig zerstört.

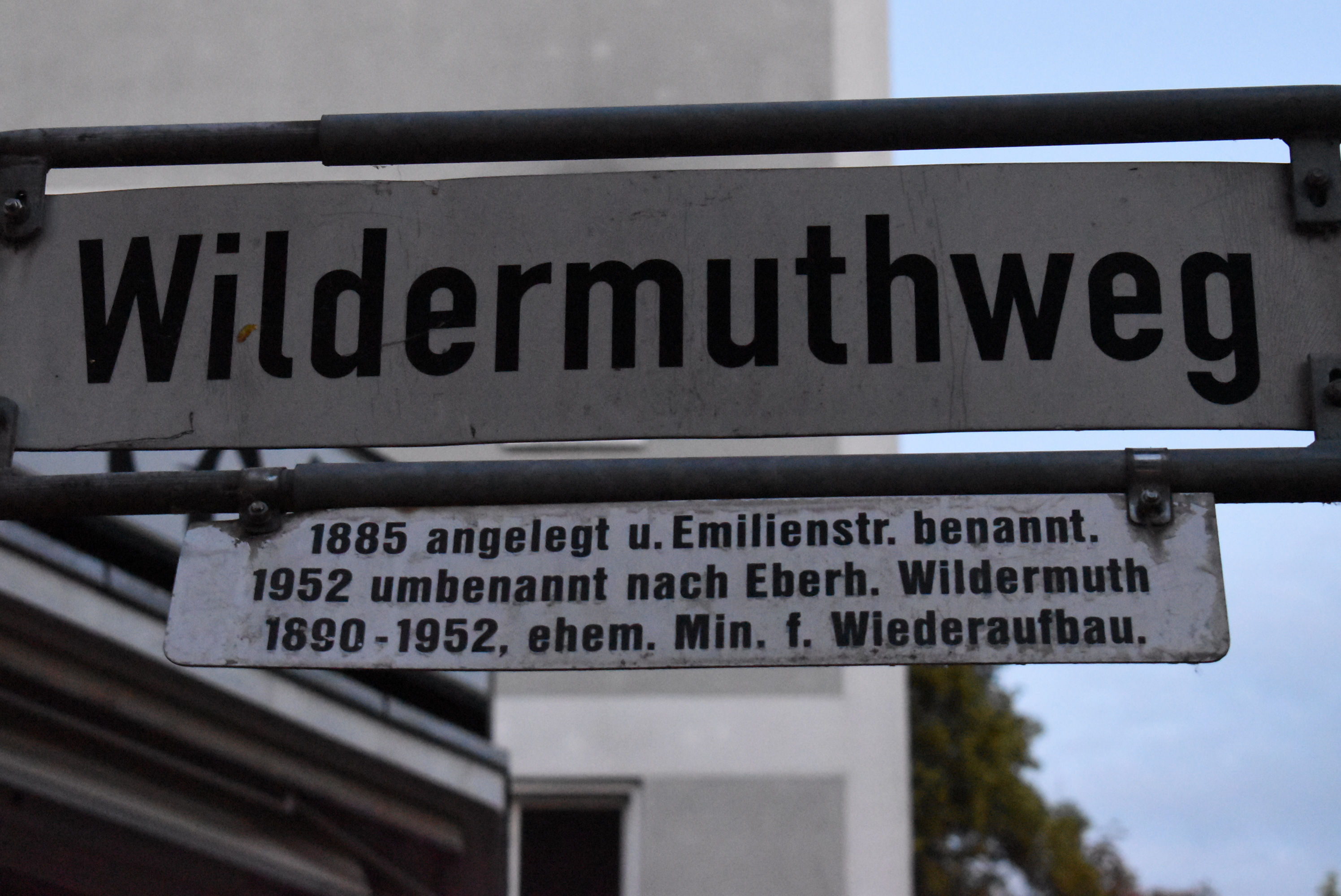
Straßenschild mit Legendentafel: „1885 angelegt u. Emilienstr. benannt. 1952 umbenannt […]“

## Wildermuthweg
In der frühen Nachkriegszeit wurde 1952 die Emilienstraße in Wildermuthweg „umbenannt nach dem Wiederaufbauminister (Eberhard) Wildermuth (1890–1952).“ Über das kriegszerstörte Gebiet war der Wildermuthweg als Spazierweg konzipiert durch den etwa zeitgleich erbauten Constructa-Block, der während der Ausstellung Constructa dem Publikum beispielhaft eine vorbildliche Großstadtbebauung vorstellen sollte.
Der Architekt Friedrich Lindau skizzierte in Planen und Bauen der Fünfziger Jahre in Hannover die Bebauung der ehemaligen Emilienstraße durch den späteren Wildermuthweg. Dieser erschließe die baumbestandenen Zuwege zu den Gebäuden des nach einem Architektenwettbewerb prämierten Constructa Blocks, der nach den Vorstellungen der damaligen Stadtplaner „ein modellartiges Beispiel […] für das Ideal einer ‚gegliederten und aufgelockerten Stadt‘“ darstelle. Die Grundidee der wenig später in einer Arbeitsgemeinschaft tätigen Preisträger war ein „autofreies Gebiet mit Zeilenbauten“, das von einer Grünzone mit Gartenwegen durchzogen vom Stephansplatz bis zum Maschsee reichen sollte. In den Gärten der Reihenhäuser könnten die Bewohner Rosen züchten – „400 Meter von der City entfernt auf wertvollen innerstädtischen Grundstücken.“ Tatsächlich umsetzen ließ sich der Plan letztlich nur im „Wettbewerbsgebiet“ zwischen der Schlägerstraße und der Hildesheimer Straße beiderseits entlang des Wildermuthwegs; die ursprünglich geplanten Anschlüsse zum Stephansplatz und zum Maschsee kamen nicht zustande.